# Timur Bierdijew
Timur Władimirowicz Bierdijew (ros. Тимур Владимирович Бердыев, biał. Цімур Уладзіміравіч Бердыеў; ur. 28 czerwca 1994 roku) – białoruski zapaśnik walczący w stylu klasycznym. Zajął piąte miejsce na mistrzostwach świata w 2015 i 2021. Dziewiąty na mistrzostwach Europy w 2021. Siódmy na igrzyskach wojskowych w 2019. Mistrz świata wojskowych w 2016 i trzeci w 2017. Piąty w Pucharze Świata w 2016. Trzeci na ME U-23 w 2017 roku.